# ابراهیم‌خان ترکمان
ابراهیم‌خان ترکمان از سرداران بزرگ قزلباش طایفه ترکمان در دوره شاه محمد خدابنده بود. وی در خلال نبرد مشعل در سال ۱۵۸۳ میلادی به عنوان سفیر ایران در استانبول (امپراتوری عثمانی) بود. 